# Paradise River (flygplats)
Paradise River är en flygplats i Kanada. Den ligger i den östra delen av landet, 1 600 km nordost om huvudstaden Ottawa. Paradise River ligger 44 meter över havet.
Terrängen runt Paradise River är platt åt nordväst, men åt sydost är den kuperad. Trakten runt Paradise River är nära nog obefolkad, med mindre än två invånare per kvadratkilometer.. Det finns inga samhällen i närheten.
I omgivningarna runt Paradise River växer i huvudsak barrskog.